# Castrazione parassitaria

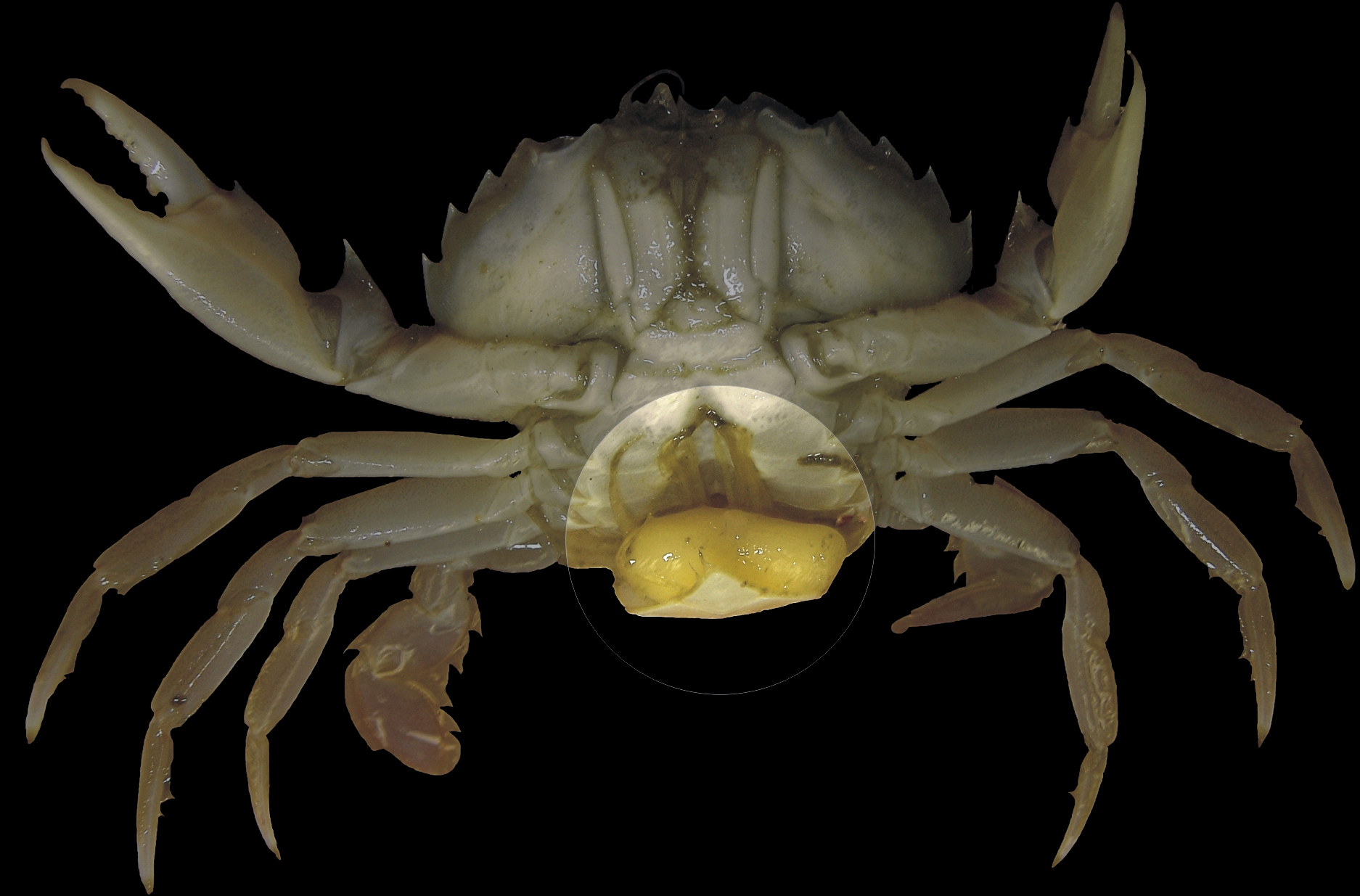
Granchio con sacca di uova del cirripede parassita Sacculina carcini. Il parassita blocca la riproduzione nel suo ospite, il granchio, e stimola la femmina del granchio a disperdere le uova del parassita con lo stesso comportamento che normalmente utilizzerebbe per le proprie uova.

La castrazione parassitaria è la strategia, da parte di un organismo parassita, di bloccare la riproduzione del suo ospite, completamente o in parte, a proprio vantaggio. Si tratta di una delle sei strategie principali del parassitismo.
Esempio classico di questo genere di strategia parassitica è Sacculina carcini, una specie di crostaceo rizocefalo che si insidia, distruggendola, la ghiandola sessuale di varie specie di granchi.

## Strategia evolutiva
La strategia di castrazione parassitaria, che porta alla morte riproduttiva dell'ospite, può essere confrontata con la strategia dei parassitoidi, che porta alla morte dell'ospite. Sia i parassitoidi che i castratori parassitari tendono ad avere dimensioni simili a quelle dell'ospite, mentre la maggior parte dei parassiti non castratori è di ordini di grandezza inferiore all'ospite. In entrambe le strategie, un ospite infetto è molto meno ospitale per i nuovi parassiti rispetto a uno non infetto.
Un parassita che pone fine alla vita riproduttiva del suo ospite libera teoricamente una frazione significativa delle risorse dell'ospite, che possono ora essere utilizzate a beneficio del parassita. La frazione di energia dell'ospite intatto spesa per la riproduzione comprende non solo le gonadi e i gameti, ma anche le caratteristiche sessuali secondarie, il comportamento di ricerca della compagna, la competizione e la cura della prole. Gli ospiti infetti possono avere un aspetto diverso, mancando di dette caratteristiche sessuali e talvolta dedicando più energia alla crescita, con conseguente gigantismo. Il parassitologo evoluzionista Robert Poulin suggerisce che la castrazione parassitaria può risultare in un prolungamento della vita dell'ospite, a vantaggio del parassita.
La castrazione parassitaria può essere diretta, come nel caso di Hemioniscus balani, un parassita di cirripedi ermafroditi che si nutre di liquido ovarico, in modo che il suo ospite perda la capacità riproduttiva femminile ma possa ancora funzionare come maschio. La castrazione parassitaria può anche essere indiretta, come quando un parassita devia l'energia dell'ospite dalle gonadi in via di sviluppo o secerne ormoni castranti.
La strategia di castrazione parassitaria è utilizzata da alcuni trematodi larvali parassiti delle lumache e da alcuni isopodi e cirripedi parassiti dei crostacei. Ad esempio, 18 specie di trematodi parassitano la chiocciola Cerithidea californica.
Alcuni altri effetti di un parassita sull'ospite possono apparire simili alla castrazione parassitaria, come ad esempio il sistema immunitario dell'ospite che distoglie energie dalla riproduzione in risposta a numerosi parassiti che da soli non avrebbero alcun impatto sulla fecondità o sulla fertilità, o i parassitoidi che possono consumare prima gli organi riproduttivi.